# Luzula hermannii-muelleri
Luzula hermannii-muelleri là một loài thực vật có hoa trong họ Juncaceae. Loài này được Asch. & Graebn. mô tả khoa học đầu tiên năm 1904.